# Лог (Рогатець)
Лог (словен. Log) — поселення в общині Рогатець, Савинський регіон, Словенія. Висота над рівнем моря: 513,2 м.